# Zygmunt Hofmokl-Ostrowski

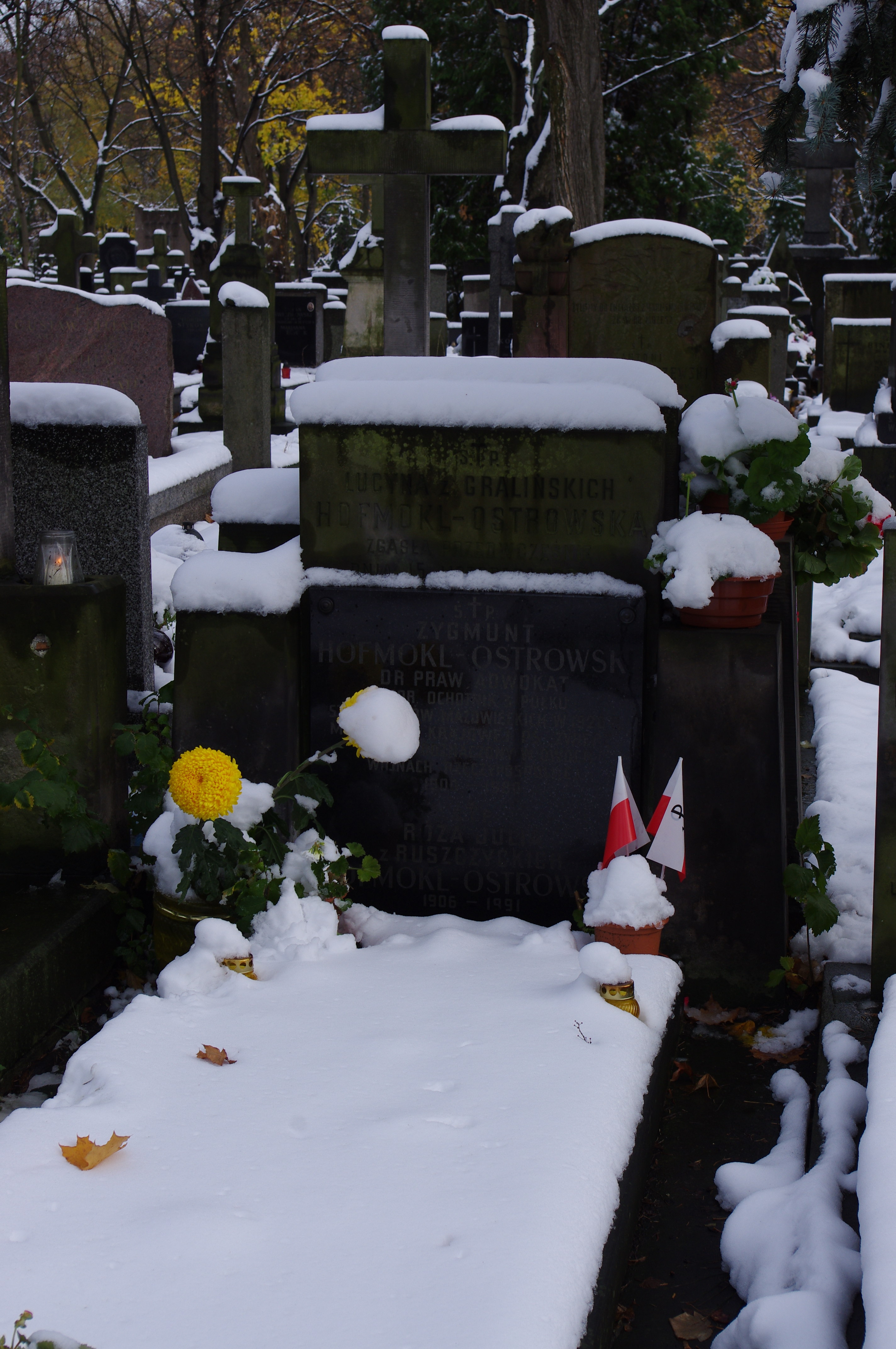
Grób Zygmunta Hofmokl-Ostrowskiego na Starych Powązkach w Warszawie

Zygmunt Hofmokl-Ostrowski (ur. 6 grudnia 1873 w Wiedniu, zm. 1963) – major artylerii Wojska Polskiego, adwokat.

## Życiorys
Ukończył prawo na Uniwersytecie Lwowskim, następnie odbył aplikację adwokacką i otworzył kancelarię w Wiedniu. Na stopień podporucznika został mianowany ze starszeństwem z 1 stycznia 1902 roku, a na stopień porucznika ze starszeństwem z 1 listopada 1914 roku w korpusie oficerów rezerwy. Jego oddziałem macierzystym był Pułk Piechoty Obrony Krajowej Nr 25 w Kromieryżu. W czasie I wojny światowej walczył w szeregach c. i k. Obrony Krajowej, a następnie w Wojsku Polskim.
8 stycznia 1924 roku został zatwierdzony w stopniu majora ze starszeństwem z 1 czerwca 1919 roku i 10. lokatą w korpusie oficerów rezerwy artylerii. Posiadał przydział w rezerwie, a następnie w pospolitym ruszeniu do 4 Dywizjonu Artylerii Konnej w Suwałkach. W 1934 roku pozostawał w ewidencji Powiatowej Komendy Uzupełnień Warszawa Miasto III. Posiadał przydział do Oficerskiej Kadry Okręgowej Nr I. Był wówczas „w dyspozycji dowódcy Okręgu Korpusu Nr I”.
Po wojnie otworzył kancelarię w Krakowie, jednak niedługo potem przeniósł jej siedzibę do Warszawy, gdzie zyskał sławę jako obrońca karny, obdarzony niezwykłym talentem oratorskim, ale także wybuchowym temperamentem. M. in. strzelał na sali sądowej do por. kanc. Antoniego Jędruszaka z PKU Suwałki, ważnego świadka obciążającego głównego oskarżonego Borysa Sulimowa, byłego pułkownika armii Wrangla, bronionego przez Hofmokl-Ostrowskiego. Sąd uznając, że nastąpiło to pod wpływem silnych emocji, skazał go na tydzień aresztu. Z kolei podczas procesu redaktora Piaseckiego Hofmokl-Ostrowski został skazany na miesiąc aresztu i dwa lata zawieszenia w wykonywaniu zawodu za nadużycia słowa. W okresie międzywojennym mieszkał w Milanówku pod Warszawą.
Autor popularnego przed wojną wydania Kodeksu Karnego z Orzecznictwem Sądu Najwyższego, często stosowanego przez adwokatów.
W czasie II wojny światowej mecenas był więziony w aresztach gestapo w Milanówku i na Zamku Lubelskim. Po wojnie kontynuował wykonywanie zawodu, słynna była jego obrona wielokrotnego zabójcy z Krakowa Mazurkiewicza, gdzie mecenas zgodnie z aksjologią tamtego okresu wykazywał, iż zabite zostały osoby niepełnowartościowe w socjalistycznym społeczeństwie oraz posługiwał się tezą, że Mazurkiewicz jest urodzonym mordercą, typem o skłonnościach zbrodniczych. Pomimo błyskotliwej obrony, Mazurkiewicz został skazany na karę śmierci.
Zmarł w roku 1963 w wieku dziewięćdziesięciu lat. Pochowany na cmentarzu Powązkowskim w Warszawie (kwatera 154-6-26).
Zawód adwokata wykonywali też jego brat, Stanisław Jerzy, syn Zygmunt i córka Gabriela (od 1946 zamężna ze Stanisławem Mycielskim).

## Ordery i odznaczenia
- Brązowy Medal Zasługi Wojskowej na wstążce Krzyża Zasługi Wojskowej (Austro-Węgry)[4]
- Brązowy Medal Jubileuszowy Pamiątkowy dla Sił Zbrojnych i Żandarmerii (Austro-Węgry)[4]
- Medal Jubileuszowy Pamiątkowy dla Cywilnych Funkcjonariuszów Państwowych (Austro-Węgry)[4]
- Krzyż Jubileuszowy Wojskowy (Austro-Węgry)[4]